# Roddenberryus sargi
Roddenberryus sargi (лат.) — вид мелких пауков рода Roddenberryus из семейства Caponiidae. Центральная Америка: Гватемала и Коста-Рика. Длина самки около 13 мм.
Вид был впервые описан в 1899 году английским арахнологом Фредериком Октавиусом Пикард-Кембриджом (Frederick Octavius Pickard-Cambridge; 1860—1905, Великобритания) под названием Caponina sargi F. O. Pickard-Cambridge, 1899. C. sargi вместе с Caponina chinacota, Caponina cajabamba, Caponina chilensis, Caponina papamanga, Caponina pelegrina и другими видами включён в состав рода Caponina, выделенного в 1891 году французским арахнологом Эженом Симоном. В 2023 году вид вместе с таксонами Roddenberryus kirk Sánchez-Ruiz & Bonaldo, 2023, Roddenberryus mccoy Sánchez-Ruiz & Bonaldo, 2023, Roddenberryus pelegrina Bryant, 1940 и Roddenberryus spock Sánchez-Ruiz & Bonaldo, 2023 был включён в состав отдельного нового рода Roddenberryus Sánchez-Ruiz & Bonaldo, 2023.